# シュレッタ・メトカーフ
シュレッタ・メトカーフ（Shurretta Metcalf、1984年10月28日 - ）は、アメリカ合衆国のプロボクサー。元IBF女子世界バンタム級王者。

## 来歴
テキサス州ダラスで生まれる。プロボクサーになる前はストリートファイトに明け暮れていた。
2016年1月16日、ダラスのGas Monkey Bar N' Grillにてサマンサ・サラザー戦でプロデビューするが、0-3判定で敗れる。
2023年7月29日、メリッサ・オデッサ・パーカーと対戦し、2-0判定勝利。
2023年11月7日、吉田実代とのIBF女子インターコンチネンタルバンタム級王座決定戦に挑み、3-0判定で空位のタイトルを手にした。
2024年10月23日、ニューヨークにて吉田実代が持つIBF女子世界バンタム級王座を懸けて再戦。3-0判定で勝利し世界王座奪取に成功。
2025年7月11日、ニューヨークのマディソン・スクエア・ガーデンでWBA女子世界バンタム級王者チェルネカ・ジョンソンとWBA・WBC・IBF・WBO女子世界同級王座統一戦を行うも、4回に連打でダウンを奪われ、ドクターストップで9回2秒TKO負けを喫し4団体王座統一に失敗、IBF王座から陥落しジョンソンのオーストラリア出身ボクサー史上初の4団体王座統一を許した。当初は3団体王座統一戦としてWBC・WBO女子世界同級王者ディナ・ソルスランドと対戦する予定だったが、ソルスランドの第二子妊娠により同年6月6日付でソルスランドが自身の持つ両王座を返上した上でWBA女子同級王者のジョンソンが代役出場し、ジョンソンのWBA女子王座とメトカーフのIBF女子王座、そして空位となったWBC・WBO・リングマガジン女子王座をも賭けた4団体王座統一戦として行われた。

## 戦績
- プロボクシング：21戦 14勝 (2KO) 5敗 1分け 1無効試合

| 戦           | 日付           | 勝敗 | 時間    | 内容    | 対戦相手                     | 国籍           | 備考                                                   |
| ------------ | -------------- | ---- | ------- | ------- | ---------------------------- | -------------- | ------------------------------------------------------ |
| 1            | 2016年1月6日   | ★    | 4R      | 判定0-3 | サマンサ・サラザー           | アメリカ合衆国 | プロデビュー戦                                         |
| 2            | 2016年5月24日  | ☆    | 2R 0:54 | TKO     | コルビー・フレッチャー       | アメリカ合衆国 |                                                        |
| 3            | 2017年4月18日  | ★    | 4R      | 判定1-2 | アイリス・コントレラス       | アメリカ合衆国 |                                                        |
| 4            | 2017年6月10日  | ☆    | 3R 0:57 | TKO     | ブリタニー・オルドネス       | アメリカ合衆国 |                                                        |
| 5            | 2017年8月5日   | ★    | 4R      | 判定0-3 | アヤナ・バスケス             | アメリカ合衆国 |                                                        |
| 6            | 2017年10月26日 | ☆    | 1R 0:36 | TKO     | アシュレー・ガルザ           | アメリカ合衆国 |                                                        |
| 7            | 2018年2月22日  | △    | 4R      | 判定1-1 | ジェイミー・ミッチェル       | アメリカ合衆国 |                                                        |
| 8            | 2018年8月4日   | ☆    | 4R      | 判定3-0 | ミステリー・ニール           | アメリカ合衆国 |                                                        |
| 9            | 2019年3月15日  | ☆    | 4R      | 判定3-0 | ケイ・ハンセン               | アメリカ合衆国 |                                                        |
| 10           | 2019年4月25日  | ☆    | 4R      | 判定2-1 | ミケイラ・ネベル             | アメリカ合衆国 |                                                        |
| 11           | 2019年7月13日  | ☆    | 6R      | 判定3-0 | カレン・デュラン             | アメリカ合衆国 |                                                        |
| 12           | 2019年9月28日  | ☆    | 6R      | 判定2-0 | カルラ・トーレス             | アメリカ合衆国 |                                                        |
| 13           | 2020年2月28日  | ☆    | 4R      | 判定2-1 | ブリテン・ハート             | アメリカ合衆国 |                                                        |
| 14           | 2022年2月19日  | ☆    | 6R      | 判定2-0 | カレン・デュラン             | アメリカ合衆国 |                                                        |
| 15           | 2022年5月14日  | ★    | 8R      | 判定0-2 | ダニエル・ベネット           | アメリカ合衆国 | NABF女子スーパーバンタム級タイトルマッチ               |
| 16           | 2022年7月23日  | －   | 6R      | NC      | アリシア・アセロ             | アメリカ合衆国 |                                                        |
| 17           | 2022年11月26日 | ☆    | 6R      | 判定3-0 | リアン・カルデロン           | アメリカ合衆国 |                                                        |
| 18           | 2023年7月29日  | ☆    | 8R      | 判定2-0 | メリッサ・オデッサ・パーカー | アメリカ合衆国 |                                                        |
| 19           | 2023年11月7日  | ☆    | 10R     | 判定3-0 | 吉田実代                     | 日本           | IBF女子インターコンチネンタルバンタム級王座決定戦      |
| 20           | 2024年10月23日 | ☆    | 10R     | 判定3-0 | 吉田実代                     | 日本           | IBF女子世界バンタム級タイトルマッチ                    |
| 21           | 2025年7月11日  | ★    | 9R 0:02 | TKO     | チェルネカ・ジョンソン       | オーストラリア | WBA・WBC・IBF・WBO女子世界バンタム級王座統一戦 IBF陥落 |
| テンプレート |                |      |         |         |                              |                |                                                        |

## 獲得タイトル
- IBF女子インターコンチネンタルバンタム級王座
- IBF女子世界バンタム級王座（防衛0）